# G.I. Joe: Retaliation
G.I. Joe: Retaliation (även känd som G.I. Joe 2 eller G.I. Joe 2: Retaliation) är en amerikansk actionthriller från 2013, regisserad av Jon M. Chu, baserad på Hasbros G.I. Joe leksaker. Det är en uppföljare till 2009 års G.I. Joe: The Rise of Cobra. Filmen är skriven av Rhett Reese och Paul Wernick. Channing Tatum, Ray Park, Lee Byung-Hun, Jonathan Pryce, och Arnold Vosloo repriserar sina roller från den första filmen.

## Handling
Efter att Cobra tar kontroll över USA:s president (Jonathan Pryce) förintar de G.I. Joes bas. Överlevarna Marvin F. "Roadblock" Hinton (Dwayne Johnson), Dashiell R. "Flint" Faireborn (D.J. Cotrona) och Lady Jaye Burnett (Adrianne Palicki) tar till hjälp organisationens grundare Joseph Colton (Bruce Willis). Tillsammans tänker de hämnas på Cobra.
Samtidigt försöker Snake Eyes (Ray Park) att hitta Storm Shadow (Lee Byung-Hun) och ta reda på vem som låg bakom mordet på Hard Master.

## Rollista (i urval)
- Dwayne Johnson – Marvin F. Hinton / Roadblock
- Jonathan Pryce – USA:s president / Zartan
- Ray Park – Snake Eyes
- Lee Byung-Hun – Thomas S. Arashikage / Storm Shadow
- Adrianne Palicki – Jaye Burnett / Lady Jaye
- D.J. Cotrona – Dashiell R. Faireborn / Flint
- Ray Stevenson – Firefly
- Channing Tatum – Conrad S. Hauser / Duke
- Bruce Willis – General Joseph Colton
- Elodie Yung – Kim Arashikage / Jinx
- Luke Bracey – Rexford "Rex" Lewis / Cobra Commander
- RZA – Blind Master
- Walton Goggins – Warden Nigel James
- Arnold Vosloo – Zartan
- Joseph Mazzello – Mouse
- Joe Chrest – Vita husets stabschef
- James Carville – Sig själv
- Matt Gerald – Zandar
- Ryan Hansen – Grunt
- DeRay Davis – Stoop
- Robert Baker – Cobra Commander (röst)

## Produktion
Filmen skulle egentligen ha släppts den 29 juni 2012, men man väntade till 2013 för att lägga till 3D:effekter och filma fler scener. Detta var regissören Jon M. Chus första actionfilm, han hade tidigare bara gjort musikalfilmer.